# Michaela Weingartner
Michaela Weingartner (* 26. August 1990 in Prien am Chiemsee) ist eine deutsche Schauspielerin.

## Leben
Michaela Weingartner besuchte die Fachoberschule Traunstein, wo sie ihr Fachabitur erwarb. Sie spielt verschiedene Musikinstrumente.
Sie absolvierte ihre Schauspielausbildung von 2013 bis 2016 an der Schauspielschule Zerboni in München. In der Saison 2014/15 spielte sie im Kulturbahnhof Starnberg in Kim Märkls Stück Der König und die Kaiserin die Rolle der Kaiserin Elisabeth (Sissi). Das Ensemble der Schauspielschule Zerboni gewann mit diesem Stück beim Wettbewerb der Münchner privaten Schauspielschulen den „Max-Preis“.
Von 2014 bis 2016 spielte Weingartner am Münchner Akademietheater und am theater … und so fort in Thomas M. Meinhardts Inszenierung von Andrew Bovells Lantana die Rolle der Sonja. Am theater … und so fort war sie auch in René Oltmanns’ Inszenierung von Sibylle Bergs Schau da geht die Sonne unter zu sehen. Unter Ercan Karacaylis Regie trat sie 2015 an der DAS Kunstbühne in Hier kommen wir nicht lebendig raus – Versuch einer Heldin und 2016 am Torturmtheater Sommerhausen in Wir sind keine Barbaren auf.
Weingartner übernahm auch einige Film- und Fernsehrollen. 2016 engagierte Norbert Ortner sie für die Nebenrolle in seinem Kurzspielfilm Gelbsucht, mit dem er beim Munich International Shortfilm Festival Kaliber 35 den Preis in der Kategorie „Bester Film“ gewann. Ferner war sie auch als Synchronsprecherin/Sprecherin für Die Cybermights (mmc games) tätig.
In der 23. Staffel der ZDF-Serie Die Rosenheim-Cops übernahm sie ab Dezember 2023 die Rolle der Kriminalhauptkommissarin Julia Beck.

## Filmografie (Auswahl)
- 2016: Um Himmels Willen (Fernsehserie, 1 Folge)
- 2016: Gelbsucht (Kaliber 35, Kurzfilmfestival)
- 2019: Hubert ohne Staller – Bulle Bulle (Fernsehserie)
- 2019: Watzmann ermittelt – Familienbande (Fernsehserie)
- 2019: Flucht durchs Höllental (Fernsehfilm)
- 2020: Die Rosenheim-Cops – Schussfahrt in den Tod (Fernsehserie)
- 2022: Sturm der Liebe (Fernsehserie)
- seit 2023: Die Rosenheim-Cops (Fernsehserie)